# Markus Ballmert
Markus Ballmert (* 27. November 1993 in Frankfurt am Main) ist ein deutscher Fußballspieler. Der Abwehrspieler stand zuletzt beim SV Meppen unter Vertrag.

## Karriere
Ballmert wuchs im Frankfurter Stadtteil Kalbach auf und besuchte die Ziehenschule in Eschersheim. Er begann seine Fußballkarriere beim FC Kalbach und wechselte 2009, nachdem er in den Oster- und Sommerferien 2007 die Fußballschule des FSV Frankfurt besuchte, in dessen Jugendabteilung. Dort rückte er 2012 in den Kader der zweiten Mannschaft auf und gab am 5. August 2012 bei einer 0:3-Niederlage gegen die zweite Mannschaft des 1. FC Kaiserslautern sein Debüt in der Regionalliga Südwest. Am 23. September 2014 erzielte er im Derby bei der zweiten Mannschaft von Eintracht Frankfurt das einzige Tor zum 1:0-Sieg.
Zur Saison 2014/15 rückte Ballmert in die erste Mannschaft auf und kam am 24. Oktober 2014 bei einem 5:2-Sieg gegen die SpVgg Greuther Fürth zu seinem Debüt in der 2. Bundesliga. Am 4. Februar 2015 verlängerte er seinen Vertrag bis zum 30. Juni 2016.
Ende August 2015 wechselte Ballmert zur zweiten Mannschaft von Hannover 96 in die Regionalliga Nord. Ab der Spielzeit 2017/18 spielte er sechs Jahre beim Drittligisten SV Meppen. In der Wintertransferperiode 2023/24 wechselte er zum bayerischen Hessenligist FC Bayern Alzenau.
Seit der Saison 2024/25 ist Ballmert in der Fußball-Hessenliga 2024/25 als Kapitän für den SV Darmstadt 98 II aktiv.